# Nyarubuye (Sektor)
Nyarubuye (Kinyarwanda Umurenge wa Nyarubuye) ist einer von 12 Sektoren im Distrikt Kirehe in der Ostprovinz von Ruanda.

## Geographie
Nyarubuye hat eine Fläche von 85,9 km² und liegt auf einer Höhe von etwa 1530 m. Der Sektor unterteilt sich in die Zellen Mareba, Nyabitare und Nyarutunga. Nachbarsektoren sind im Norden Nasho, im Nordosten Mpanga, im Südosten Mahama, im Süden Nyamugari, im Südwesten Kigina und im Nordwesten Mushikiri.

## Geschichte und Kultur
In der Zelle Nyarutunga befindet sich eine Gedenkstätte des Völkermords an den Tutsi im Jahr 1994. Sie erinnert an das dortige Massaker von Nyarubuye.

## Bevölkerung
Zur Volkszählung von 2022 betrug die Einwohnerzahl 22.660. Zehn Jahre zuvor waren es 19.522, was einem jährlichen Bevölkerungszuwachs von 1,5 Prozent zwischen 2012 und 2022 entspricht.

## Verkehr
Durch den Sektor verlaufen zwei District Roads.